# Идиопатска локализована инволуциона липоатрофија
Идиопатска локализована инволуциона липоатрофија (ИЛИЛ) је фокални губитак поткожног ткива без клиничке или хистопатолошке упале са спонтаном регресијом.

## Епидемиологија
Не постоје студије које би описале праву идиопатску варијанту локализоване инволуционе липоатрофије у значајном броју случајева, и зато се сматра да спада у ретке болести. Петерс и Винкелман  су први пут пријавили локализовану инволуциону липотрофију (ЛИЛ) 1986. године Од тада је пријављено више од 30 случајева ЛИЛ широм света.

## Етиолопатогнеза
Идиопатска локализована инволуциона липоатрофија је редак карактеристичан облик локализоване липоатрофије који настаје спонтано и непознате је етиологије. Карактерише се специфичним фокалним губитком масног ткива без претходне инфламације.
Претпоставља се да активирани макрофаги би требало да изазову имунолошке поремећаје лучењем различитих цитокина као што су фактор раста фибробласта-2, фактор раста који потиче од тромбоцита, интерлеукин-1, фактор некрозе тумора-α и трансформишући фактор раста-β, што доводи до инволуције поткожно масно ткиво. Дал је 1996. године приметио посебан хистолошки образац адипоцита и класификовао варијанту као ИЛИЛ. ИЛИЛ је ретко стање које карактерише асимптоматска липоатрофија на једном или неколико места, која се јавља без икаквог покретачког фактора и спонтано се повлачи у року од неколико месеци.  Међутим, код инфламаторне липоатрофије се виде вишеструке лезије липоатрофије са хистопатолошким налазима нормалних липоцита удружених са дифузним инфилтратом лимфоцита, хистиоцита и плазма ћелија у масним лобулима.
Хистолошки, ИЛИЛ лезије су обележене инволуцијом (симулацијом ембрионалног масног ткива) коју карактеришу мали адипоцити уграђени у хијалинско везивно ткиво са много капилара и инфламаторних ћелија у субкутису. Имунореактанти у ИЛИЛ су позитивни само на макрофаге ЦД-68 и негативни на Т-ћелије и Б-ћелије.

### Фактори ризика
Већина студија објављених у литератури описује инфламаторну локализовану инволуциону липоатрофију са историјом претходних ињекција, лекова или трауме. 

## Клиничка слика
Пре него што се пацијент појави на лекарском прегледу, вероватно због асимптоматске природе ентитета и неприметних места, најмање након 4 недеље. Промене могу бити билатералне и симетричне, и спонтано се повлаче код већине пацијената.

## Терапија
Анти-инфламаторни агенси као што су стероиди, инхибитори калцинеурина и антималарици могу се користити у почетној фази када се лезија шири.
Код дуготрајних лезија које перзистирају, филери се могу користити за побољшање козметичког исхода. Сви наши пацијенти су добили плацебо и праћени су након 4 недеље. 

## Прогноза
Код већине (66%) пацијената, лезије су спонтано регресирале без икакве везе са узрастом, локацијом и величином лезије.